# Andrea Bellini
Andrea Bellini va ser un baix operístic italià qui havia tingut una carrera interpretativa activa en els principals teatres d'òpera a Itàlia des dels anys 1840 fins als anys 1870. Es va especialitzar en el repertori de papers buffos i se'l va sentir sobretot en papers de comprimario.

## Carrera
En 1843-1853, 1856–1858 i 1866–1872, Bellini es va comprometre amb La Fenice de Venècia. En aquell teatre va interpretar diverses estrenes mundials, incloent Giuditta de Samuele Levi (1844, Mindo), Ernani de Giuseppe Verdi (1844, Yago), Giovanna Maillotte de Giovanni Galzerani (1848), La vivandiera de Galzerani (1848), Elisabetta di Valois d'Antonio Buzzolla (1850, Conde de Lerme), Fernando Cortez de Francesco Malipiero (1851, Don Alfonso), Rigoletto de Verdi (1851, comte Ceprano), Bella de Giovanni Felis (1851), La prigioniera de Carlo Ercole Bosoni (1853, Íñigo), Aladino d'Antonio Monticini (1853, Uberto), La traviata de Verdi (1853, Dottore Grenvil), Simon Boccanegra de Verdi (1857, Pietro) i Il matrimoni per concorso de Serafino Amedeo De Ferrari (1858, Anselmo). Va cantar al Teatro Regio de Parma el 1854-1855. També va treballar com a artista convidat al Teatro Sant Carlos a Nàpols.